# Kroyeria longicauda
Kroyeria longicauda is een eenoogkreeftjessoort uit de familie van de Kroyeriidae. De wetenschappelijke naam van de soort is voor het eerst geldig gepubliceerd in 1970 door Cressey.